# Лазорик Микола Богданович
Микола Богданович Лазорик  (нар. 17 грудня 1984 року в селі Кути Косівського району, Івано-Франківської області;— український футболіст, захисник футбольного клубу «Нива» (Тернопіль).

## Біографія

### «Самоучка» із Кут
Лазорик ніколи не перебував у дитячих футбольних школах, такий собі «самоучка». До футболу займався волейболом, грав на першість області за селище Кути. Футболом почав займатися в 16 років коли його запросили грати за дорослу команду рідного селища Кути.

### Запрошення в «Чорногору»
В одному з матчів у Болехові, Юрій Шулятицький запримітив Миколу і запросив після 11 класу в івано-франківську «Чорногору». В «Чорногорі» кар'єра Миколи не склалася, хоч він і тренувався з основною командою, але в жодному матчі так і не вийшов.

### «Сокіл» (Бережани)
У 2003 році Лазорик перейшов у ФК «Сокіл» (Бережани), у складі якого виступав 3 роки, навіть провів два матчі в Другій лізі (в 2005 році «Сокіл» заявився в професійну лігу, але незадовго знявся зі змагань). Також бережанська команда виступала в аматорській лізі та чемпіонаті Тернопільської області.

### «Енергетик» (Бурштин)
У 2006 році коли ФК «Сокіл» (Бережани) розпався, Микола Лазорик перейшов в «Енергетик» (Бурштин) за який зіграв 5 років (понад 100 матчів) з яких три останніх був капітаном «Енергетика» і відзначився тринадцятьма голами.

### «Нива» (Тернопіль)
У 2011 команда «Енергетик» (Бурштин)  припинила своє існування через фінансові труднощі і Лазорик перейшов до «Ниви» (Тернопіль) після половини сезону проведеного у якому Лазорик показував впевнену гру став її капітаном забивши вже за 48 матчів 2 голи. Влітку 2014 року контракт із клубом не було продовжено, і Лазорик став вільним агентом.
У січні 2015 року з'явилась інформація про продовження кар'єри в Канаді.